# Нікіта Кафф
Нікіта Кафф  (англ. Nikita Cuffe, *26 вересня 1979, Брисбен, Австралія) — австралійська ватерполістка, олімпійська медалістка.

## Виступи на Олімпіадах
| Олімпіада  | Дисципліна | Місце |
| ---------- | ---------- | ----- |
| Афіни 2004 | водне поло | 4     |
| Пекін 2008 | водне поло | 3     |